# Сантуш, Паулу
Пау́лу Жо́ржи да Си́лва душ Са́нтуш (порт. Paulo Jorge da Silva dos Santos; 11 декабря 1972, Одивелаш), более известный как Паулу Сантуш — португальский футболист. Сыграл один матч за национальную сборную Португалии. Участник чемпионата мира 2006 года.

## Клубная карьера
Паула Сантуш начинал свою карьеру в юниорской команде лиссабонского «Спортинга», но в 1989 году перешёл в молодёжную команду «Бенфики». Дебют Сантуша в Португальской Лиге состоялся в сезоне 1993/94. В матче последнего тура Сантуш вышел на замену на последней минуте матча в составе «Бенфики» и вместе с командой завоевал золотые медали чемпионата.
После чемпионского сезона Сантуш выступал за «Пенафиел», «Эштрелу» из Амадоры и «Алверку». В 2001 году Паулу Сантуш перешёл в «Порту».
В 2005 году Сантуш после года аренды подписал контракт со «Спортингом» из Браги. В начале сезона 2005/06 Сантуш сохранял свои ворота в неприкосновенности в течение 595 минут, и только в 7 матче сезона пропустил первый гол от своего же защитника. До рекорда вратаря «Бенфики» Мануэла Бенту ему не хватило 40 минут. В сезоне 2007/08 Сантуш из-за травмы провёл в португальской лиге только 12 матчей, и из-за разногласий по контракту был отпущен из клуба по окончании сезона.
После выступления за команду родного города «Одивелаш» Сантуш перешёл в «Эшторил-Прая», где отыграл один сезон.
В июле 2010 года в возрасте 37 лет Сантуш подписал контракт с клубом португальской лиги «Риу Аве».

## Международная карьера
В 1989 году Паулу Сантуш сыграл за юношескую сборную Португалии на чемпионате мира, где провёл 3 матча группового этапа.
4 ноября 2005 года Луис Фелипе Сколари пригласил Паулу Сантуша в главную сборную страны на товарищеские матчи со сборными Хорватии и Северной Ирландии. 16 ноября 2005 года Паулу Сантуш дебютировал за сборную в матче с Северной Ирландией в Белфасте (1:1).
28 мая 2006 года Сколари вызвал Паулу Сантуша в состав сборной Португалии для участия в чемпионате мира 2006 года вместо получившего травму Бруну Вали. Но на чемпионате мира Сантуш не сыграл ни одного матча.

## Достижения
- Командные:
  - Чемпион Португалии: 1993/94.
- Индивидуальные:
  - Вратарь года в португальской лиге: 2006